# Калтак, Джин
Джин Калтак (англ. Jean Kaltack; 19 августа 1994) — вануатский футболист, нападающий клуба «Ифира Блэк Бёрд» и сборной Вануату.

## Биография

### Клубная карьера
Начинал карьеру в клубе чемпионата Вануату «Теума Академи». В 2011 году перешёл в клуб чемпионата Папуа — Новой Гвинеи «Хекари Юнайтед». В 2012—2013 годах выступал за клуб из Вануату «Эракор Голден Стар». В 2013 вернулся в «Хекари Юнайтед», в составе которого дебютировал в Лиге чемпионов ОФК. С 2014 года выступает в родном Вануату за клубы «Тафеа», «Эракор Голден Стар» и «Ифира Блэк Бёрд».

### Карьера в сборной
С 2011 года представлял страну на юношеских континентальных турнирах. На молодёжном Чемпионате Океании 2011 стал лучшим бомбардиром, забив 6 голов в 5 матчах. 27 июля того же года дебютировал за взрослую сборную Вануату, выйдя в стартовом составе на товарищеский матч со сборной Соломоновых островов. Летом 2015 года в составе сборной до 23 лет принимал участие в Тихоокеанских играх. 7 июля в матче группового этапа со сборной Микроезии (46:0) стал автором 16 забитых мячей.

## Семья
Является сыном бывшего футболиста Ивоки Калтака. Имеет двух младших братьев Тони (р. 1996) и Калтфера (р. 1997), а также двоюродного брата Брайана (р. 1993). Все они тоже являются футболистами.